# Northern Territory
Northern Territory ['nɔːðən ˈtɛɹɪtɹɪ] (svenska: Nordterritoriet) är ett federalt territorium i Australien. Det täcker en yta på 1 349 129 kvadratkilometer och har 228 800 invånare (2016). Huvudstad är Darwin, som är den enda större staden i det glesbefolkade territoriet. Det finns också antal mindre städer, däribland territoriets näst största, Alice Springs, och dessa är företrädesvis belägna längs Stuart Highway som går söderut från Darwin. I södra delen av territoriet finns den berömda Uluru (Ayers Rock).
Northern Territory var från början ett territorium under den brittiska kolonin New South Wales men efter att South Australia blev egen koloni 1863, fördes territoriet över dit. År 1901 förenades Storbritanniens australiska kolonier till Australiska statsförbundet. Tio år senare (1 januari 1911) fördes territoriet över från delstaten South Australia till att bli ett territorium, direkt underställt Australiska statsförbundet.
Darwin blev bombat av japanskt flygvapen under andra världskriget.
Jordbruk, främst fårskötsel och gruvnäring är delstatens stora inkomstkällor.
Under 2000-talet invigdes en järnväg från Darwin till Alice Springs som heter Alice Springs to Darwin Railway. Med denna järnväg kompletterades järnvägsförbindelsen mellan Adelaide och Darwin.

## Språk
I territoriet talas främst (australisk) engelska. Många grupper av australiska språk finns dock också representerade, men ibland med få talare. Språket Amurdag uppges ha endast en talare.

### Fotnoter
1. ↑  Area of Australia - States and Territories. Geoscience Australia. Läst 17 november 2017.
2. 1 2  2016 Census QuickStats: Northern Territory. Arkiverad 26 mars 2018 hämtat från the Wayback Machine. Australian Bureau of Statistics. Läst 17 november 2017.
3. ↑  ”States of Australia” (på engelska). World Statesmen. http://www.worldstatesmen.org/Australian_States.html#Northern-Territory. Läst 29 december 2012.